# Дзинпукаку

Дзинпукаку (яп. 仁風閣) — историческое здание в городе Тоттори (Япония), построенная в европейском стиле резиденция клана Икэда.
Особняк Дзинпукаку был построен в 1907 году по инициативе Накахира Икэдо, который был тогда главой клана Икэда. Этот клан с XVI века владел замком Тоттори, но после реставрации Мэйдзи в 1868 году замок был заброшен и большей частью разрушен. Резиденция Дзинпукаку была построена у подножия бывшего замка.
Автором проекта резиденции стал архитектор Катаяма Токума, один из первых японских архитекторов, начавших работать в европейском стиле. Дзипнукаку стал первым зданием в Тоттори, имевшем электрическое освещение. В 1907 году в Дзинпукаку останавливался принц Ёсихито, будущий Император Тайсё.
С 1912 года Дзинпукаку использовался, как зал для проведения общественных мероприятий. В 1943 году здание было повреждено землетрясением. С 1949 по 1972 года в здании располагался префектурный музей Тоттори (впоследствии музей переехал в отдельное современное здание).
Сейчас Дзинпукаку является туристической достопримечательностью и открыт для посещения. Посетители могут осмотреть историческое интерьеры и экспозиции, посвященные истории клана Икэда.

## Галерея

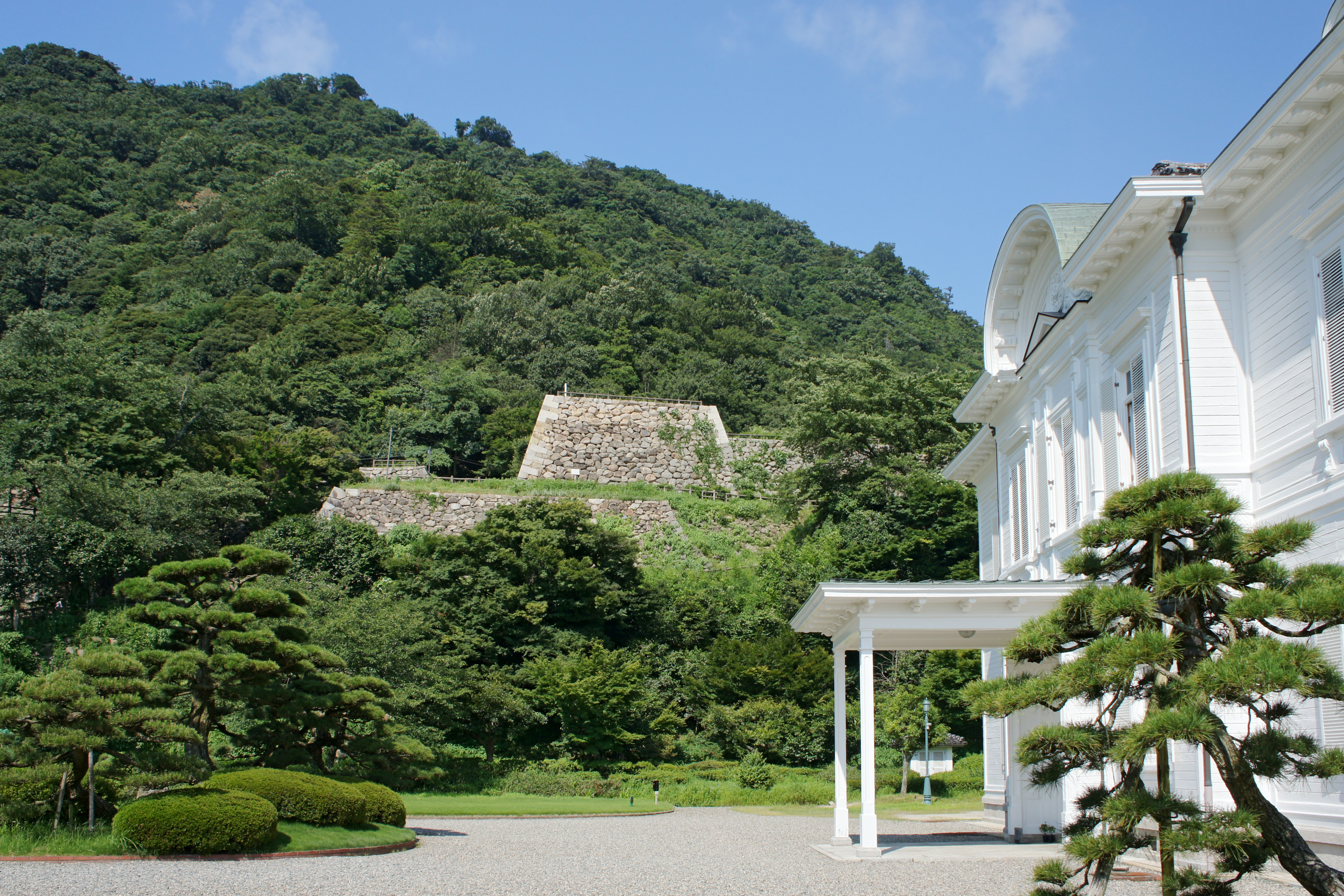
Фасад и руины замка Тоттори на заднем плане
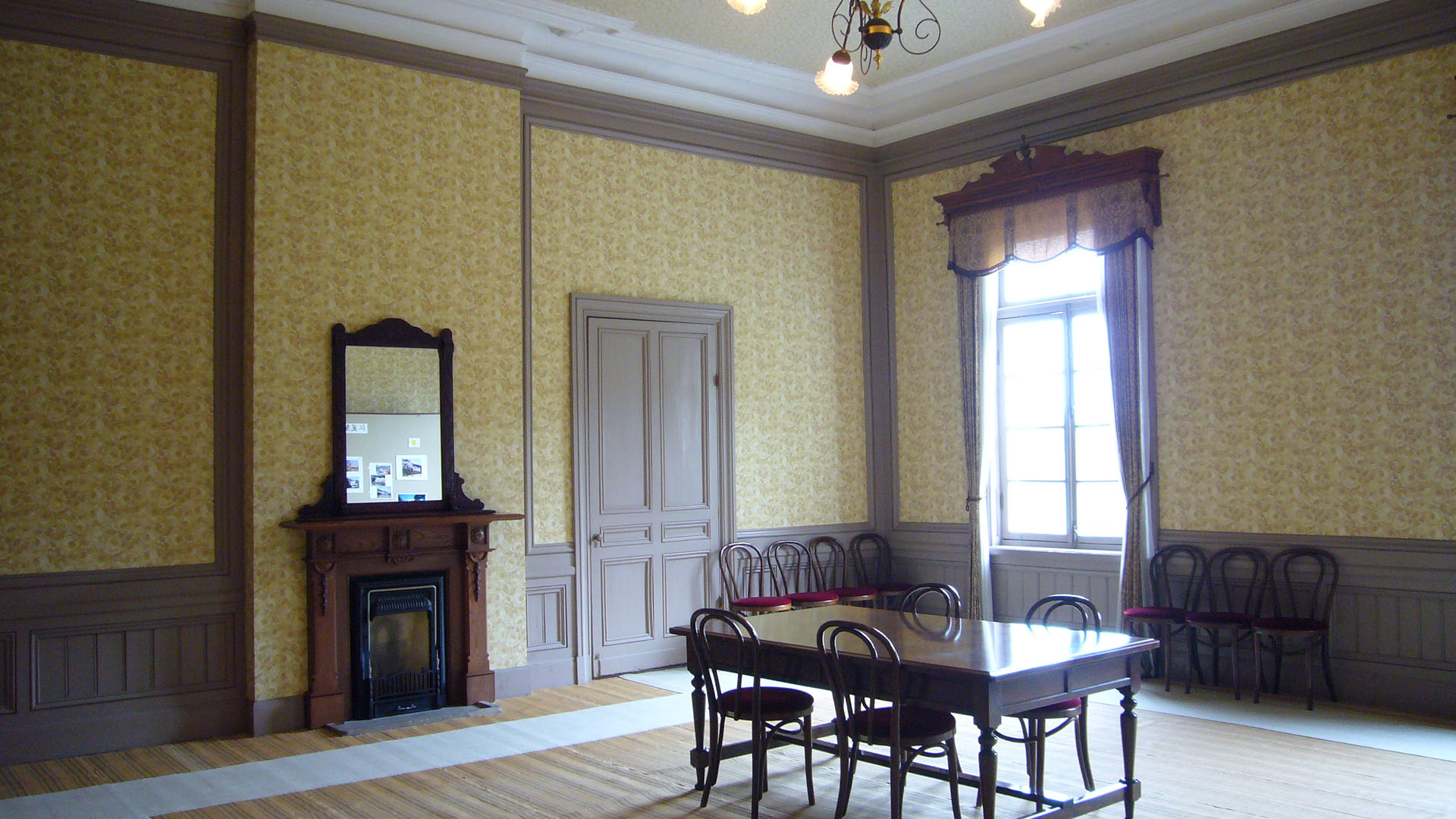
Интерьер
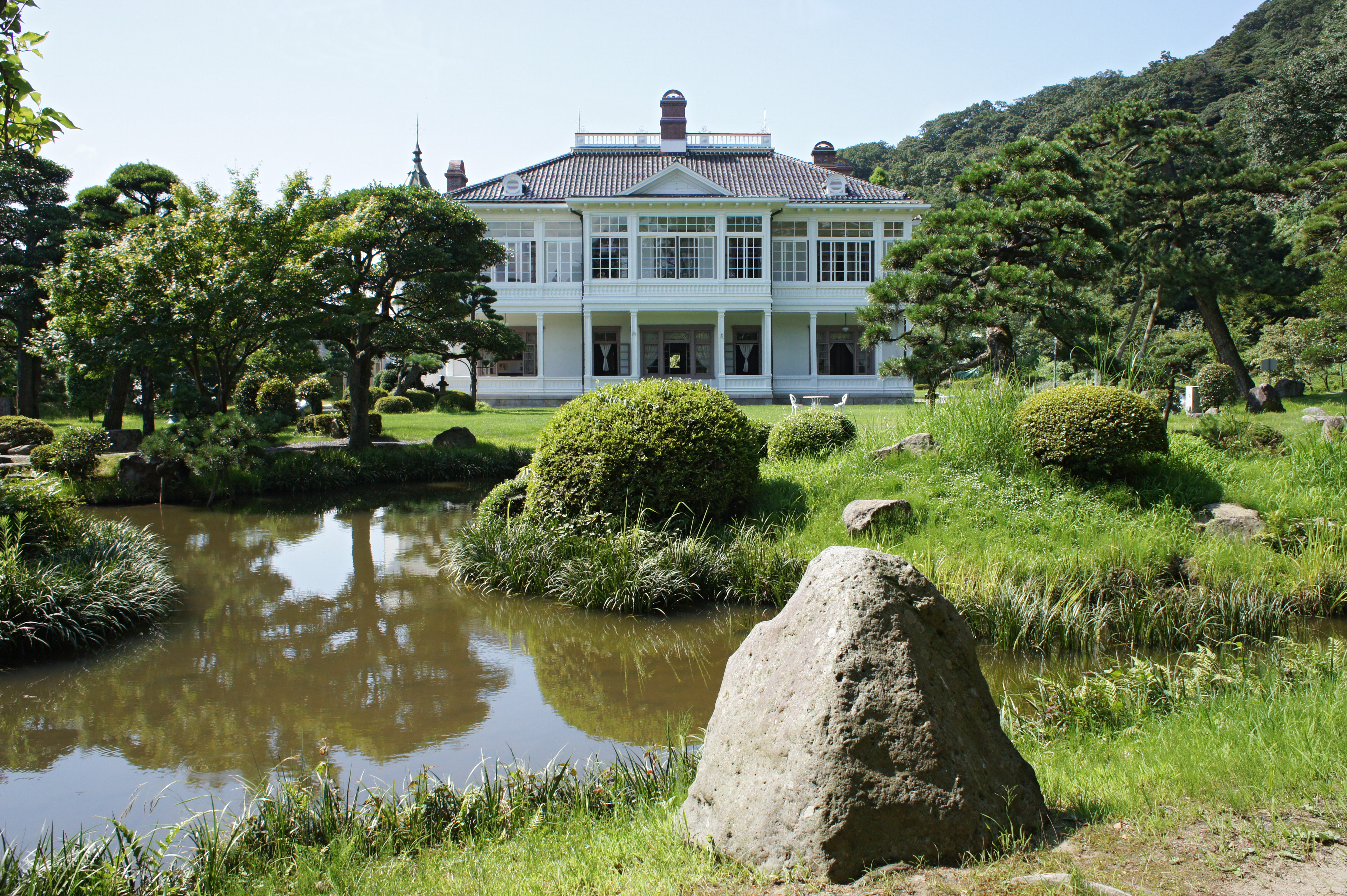
Вид на резиденцию из сада